# Белгем (Лондон)
Белгем (англ. Balham) — район на півдні Лондона у боро Вондзверт, графство Великий Лондон. Знаходиться в 9,2 км від центру міста. Населення 17 715 мешканців станом на 2021 рік.

## Інші посилання
- Белгем (станція)